# Player Manager
Player Manager est un jeu vidéo édité par Anco en 1990. Le jeu fait suite au succès de Kick Off (1989). Il peut se définir comme étant un jeu de management de football, très proche de ceux qui sont en vogue à l'époque, avec cependant une différence notable : le moteur intégré de Kick Off. C'est en effet lui qui permit de donner un avantage décisif sur tous les concurrents du moment. Le jeu est initialement sorti sur les ordinateurs Atari ST et Amiga. La console  Super Nintendo a bénéficié d'un portage sous le nom de Kevin Keegan's Player Manager.

## Ecran principal
Le menu principal est divisé en 9 parties :
- L'équipe : permettant d'afficher la liste de vos joueur et de gérer leurs statuts.
- Championnat : permettant d'afficher le calendrier des matchs ainsi que le classement de chaque division.
- La coupe : permettant d'afficher les rencontres pour la coupe.
- Le club : pour afficher l'état des finances, votre palmarès.
- Entraineur : Permettant d'allouer un type d'entrainement à chaque joueur, de s'entraîner pour une tactique précise ou de reposer les joueurs.
- Transferts : Permettant d'afficher la liste des joueurs libres ou en vente.
- Tactiques : Permettant de créer et de sauvegarder vos propres tactiques.
- Match du jour : permettant de jouer le match suivant et ainsi de passer la journée.
- Sauvegarde : pour sauvegarder l'état de la partie.

## Les joueurs
Les joueurs sont tous définis par plusieurs caractéristiques et compétences. Il suffit d'afficher l'écran d'information d'un joueur pour avoir tous ces détails. En plus d'un nom, d'une position (Gardien, défenseur, milieu ou attaquant), de l'âge, de la taille et du poids du joueur, on dénombre 5 caractéristiques et 4 compétences qui sont notées de 1 (minimum) à 200 (maximum).
Sur l'écran d'information, le palmarès du joueurs est affiché pour l'année précédente et l'année en cours (nombre de matchs joués, buts marqués, blessures).

### Caractéristiques
- Vitesse : Vitesse du joueur, lorsqu'on regarde un match on voit le joueur se déplacer plus vite s'il a une vitesse importante.
- Agilité : (à compléter, permet de mieux dribbler, meilleure prise de décision).
- Endurance : Un joueur peu endurant se déplacera de moins en moins rapidement au cours d'un match.
- Résistance : Résistance aux blessures. Un joueur peu résistant aura de très forte de chance d'être blessé lors d'un tacle.
- Agressivité : Un joueur agressif effectuera beaucoup plus de tacles.

### Compétences
- Passer : Détermine la précision des passes.
- Tirer : Détermine la précision des tirs vers les buts.
- Tacler : Détermine la précision des tacles.
- Gardien : Détermine la facilité à arrêter ou dévier les tirs adverses.

## Les matchs
Les matchs durent 6 min, deux phases de jeu de 3 min séparées par la mi-temps. Le moteur de jeu utilisé est celui de Kick Off, chaque joueur se déplace et effectue ses actions en temps réel en fonction de ses caractéristiques.